# Хедър Старлет
Хедър Старлет (на английски: Heather Starlet) е американска порнографска актриса.

## Ранен живот
Родена е на 14 август 1989 г. в Дейтън, щата Охайо, САЩ и е от германско-полски произход. В ученическите си години е мажоретка. След това учи за медицинска сестра.

## Кариера
Дебютира като актриса в порнографската индустрия през 2009 г., когато е на 19-годишна възраст.
През септември същата година подписва ексклузивен договор с компанията „Диджитъл Плейграунд“ и променя псевдонима си на Джени Съмърс. След като изтича този ѝ договорът тя се разделя с Диджитъл и отново използва първоначалното си име. Работи с компаниите „Girlfriends Films“, „Immoral Productions“, „New Sensations“ и други.
През 2010 г. получава номинация за AVN награда за най-добра нова звезда. Същата година получава наградата на CAVR за специална звезда на годината.
През октомври 2010 г. решава да снима сцени с анален секс и междурасов секс.

## Личен живот
Има интимна връзка с порноактрисата Медисън Айви.

## Награди и номинации
Носителка на награди
- 2010: CAVR награда за специална звезда на годината.[4][6]

Номинации за награди
- 2010: Номинация за AVN награда за най-добра нова звезда.[4][5]
- 2010: Номинация за AVN награда за най-добра сцена с групов секс само с момичета.[5]
- 2012: Номинация за AVN награда за най-добра секс сцена с две момичета.[5]
- 2013: Номинация за AVN награда за най-добра сцена с групов секс само с момичета (с Валери Кей и Кристина Роуз) – „Мяу! 2“.[8][9]
- 2013: Номинация за AVN награда за най-добра сцена с орален секс – „Нека да ти го смуча 3“.[8][9]

Други признания и отличия
- 2012: Пентхаус любимка за месец юли.[10][11][3]